# Vieja Casa de Estado (Boston)

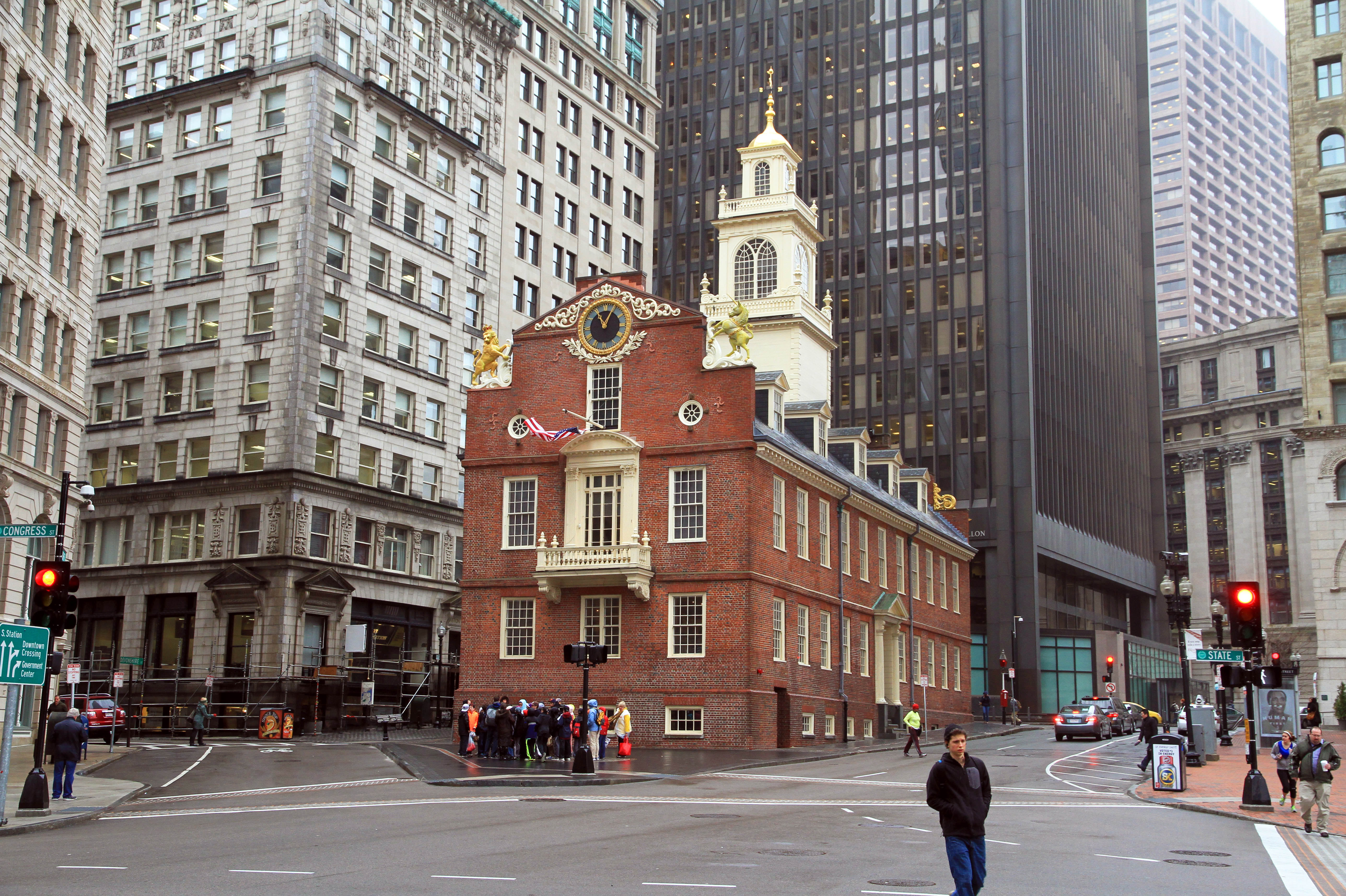
Vista de la fachada principal de la Old State House.

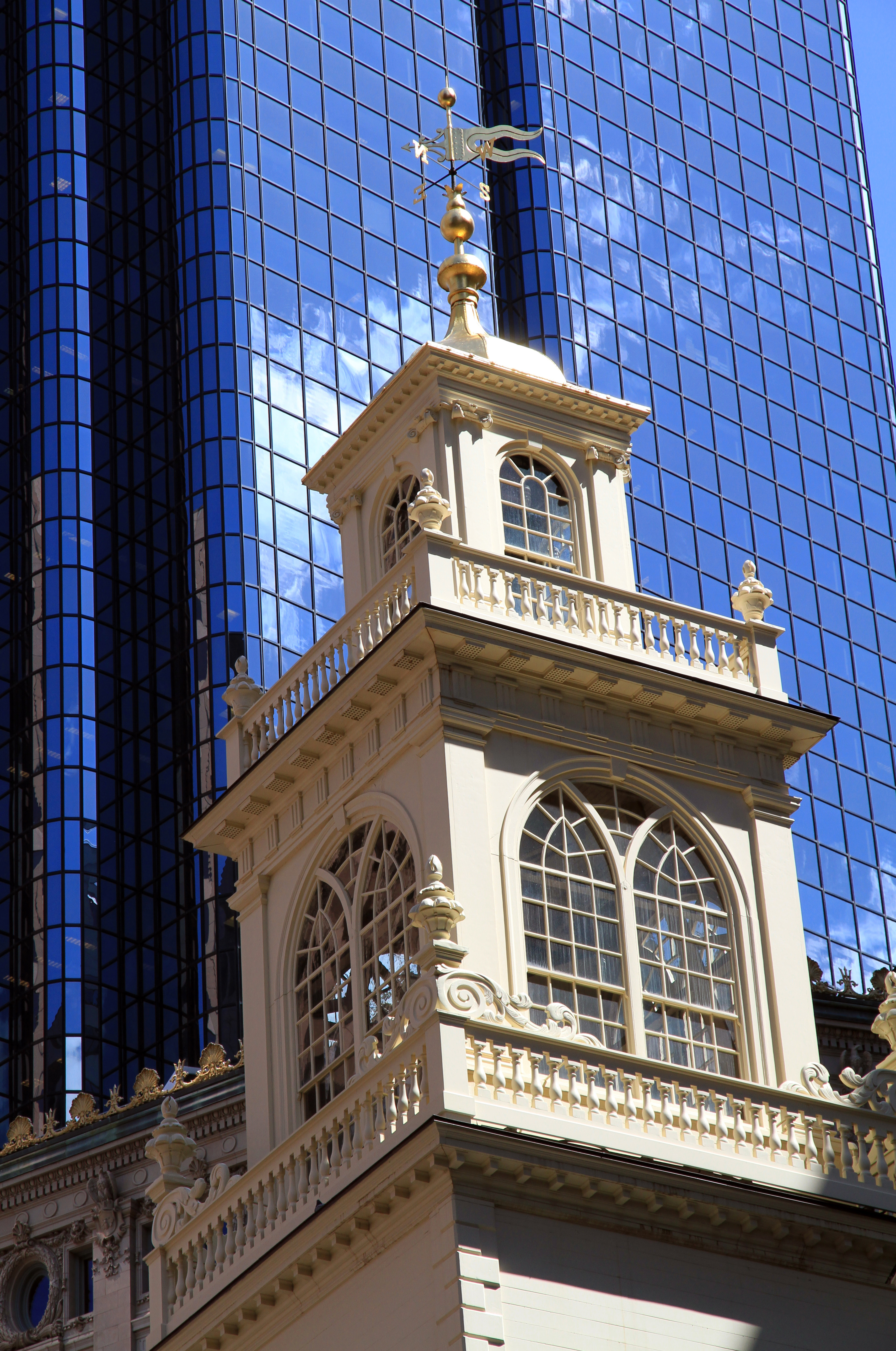
Torre de la Old State House.

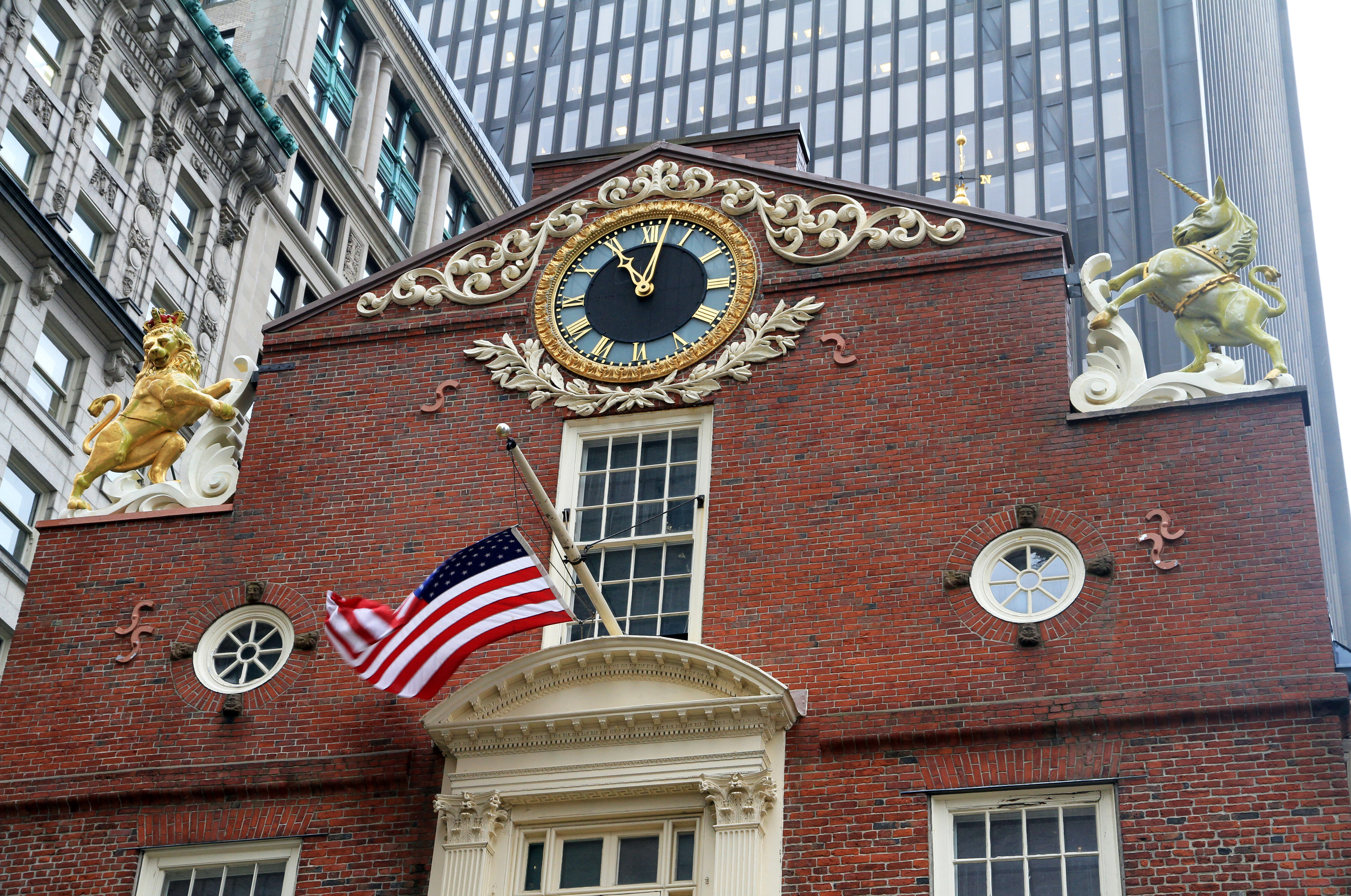
Detalle de la fachada principal de la Old State House.

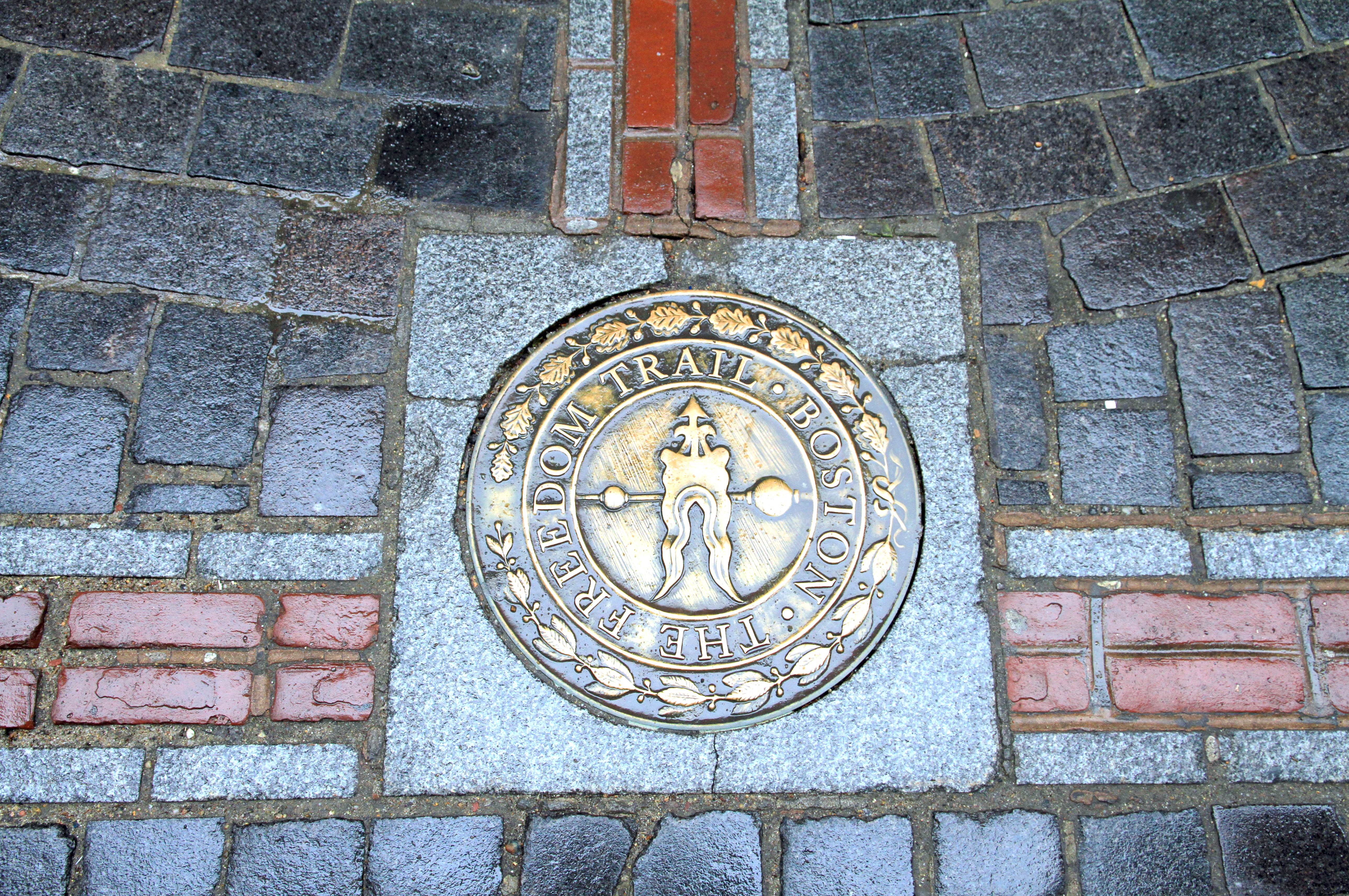
Signo en el suelo que indica la Freedom Trail o Senda de la Libertad.

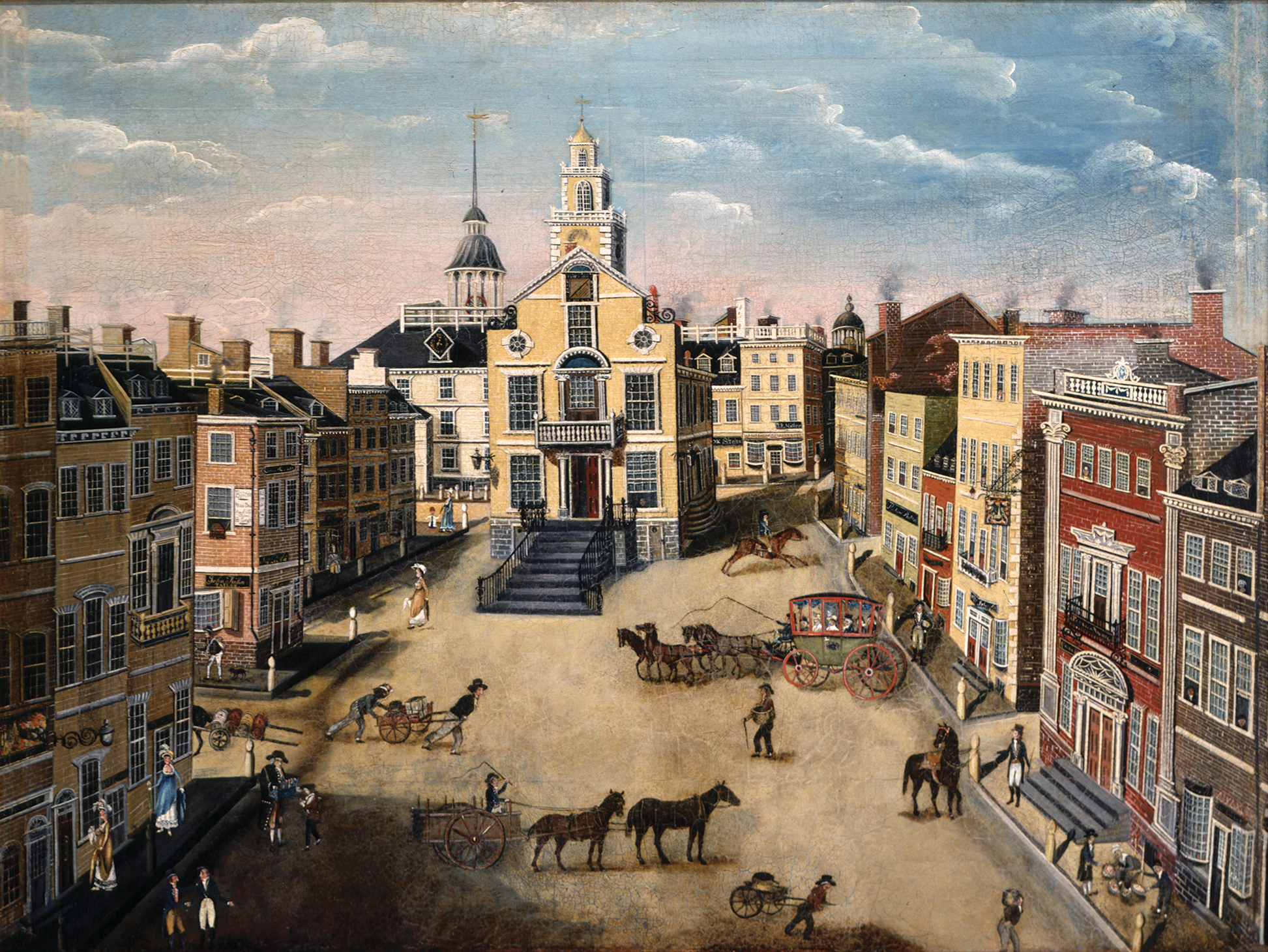
La Old State House y la State Street en 1801, según una pintura de James Brown Marston.

La Casa Vieja de Estado es un edificio histórico estadounidense de la ciudad de Boston (estado de Massachusetts). 
Se encuentra localizado en la intersección de las calles Washington y State.
Fue construido en 1713 y es el edificio más viejo de Boston, y fue la sede del Gobierno colonial británico. Es uno de los muchos puntos históricos que recorre la Freedom Trail (o Senda de la Libertad).
Fue el sitio de la masacre de Boston del 5 de marzo de 1770, que fue la chispa que hizo saltar la Revolución estadounidense.
- Datos: Q1320533
- Multimedia: Old State House, Boston / Q1320533